# Blickershausen
Blickershausen ist ein nordwestlicher Stadtteil von Witzenhausen im nordhessischen Werra-Meißner-Kreis.

## Geographie
Blickershausen liegt am linken Werra-Ufer, am Fuß der Nordabdachung des Kaufunger Waldes nahe der Nordgrenze des Geo-Naturparks Frau-Holle-Land (Werratal.Meißner.Kaufunger Wald). Nordwestlich des Dorfs erstreckt sich der Naturpark Münden. Es befindet sich knapp 500 m südlich der Grenze zum nördlich gelegenen Niedersachsen und etwa 9,5 km westlich des Dreiländerecks Hessen-Niedersachsen-Thüringen. Die Kernstadt Witzenhausen liegt 6,3 km südöstlich und der Hann. Mündener Ortsteil Hedemünden etwa 2 km (je Luftlinie) nordwestlich. Durchflossen wird das 130 bis 160 m ü. NN hoch gelegene Dorf vom aus Richtung Ziegenhagen kommenden Rautenbach, der am östlichen Ortsrand in die Werra mündet.

## Geschichte
Blickershausen gehörte bis 1821 zum hessischen Amt Ludwigstein/Witzenhausen und danach zum Landkreis Witzenhausen. Während der französischen Besetzung gehörte der Ort zum Kanton Witzenhausen im Königreich Westphalen (1807–1813).
Zum 1. Januar 1974 wurde die bis dahin selbständige Gemeinde Blickershausen im Zuge der Gebietsreform in Hessen kraft Landesgesetz in die Stadt Witzenhausen eingegliedert.  Für die nach Witzenhausen eingegliederten, ehemals eigenständigen Gemeinden wurde je ein Ortsbezirk mit Ortsbeirat und Ortsvorsteher nach der Hessischen Gemeindeordnung gebildet.

## Bevölkerung
Einwohnerstruktur 2011
Nach den Erhebungen des Zensus 2011 lebten am Stichtag, dem 9. Mai 2011, in Blickershausen 213 Einwohner. Darunter waren 3 (1,4 %) Ausländer. Nach dem Lebensalter waren 33 Einwohner unter 18 Jahren, 87 zwischen 18 und 49, 51 zwischen 50 und 64 und 45 Einwohner waren älter. Die Einwohner lebten in 93 Haushalten. Davon waren 30 Singlehaushalte, 24 Paare ohne Kinder und 24 Paare mit Kindern, sowie 9 Alleinerziehende und 6 Wohngemeinschaften. In 21 Haushalten lebten ausschließlich Senioren und in 60 Haushaltungen lebten keine Senioren.
Einwohnerentwicklung
| Quelle: Historisches Ortslexikon |                                     |
| • 1575:                          | 22 Hausgesesse                      |
| • 1585:                          | 22 Hausgesesse                      |
| • 1681:                          | 30 Mannschaften                     |
| • 1747:                          | 42 Mannschaften mit 43 Feuerstellen |

| Blickershausen: Einwohnerzahlen von 1834 bis 2022 | Blickershausen: Einwohnerzahlen von 1834 bis 2022 | Blickershausen: Einwohnerzahlen von 1834 bis 2022 | Blickershausen: Einwohnerzahlen von 1834 bis 2022 | Blickershausen: Einwohnerzahlen von 1834 bis 2022 |
| --- | ------------------------------------------------- | ------------------------------------------------- | ------------------------------------------------- | ------------------------------------------------- |
| Jahr |                                                   |                                                   |                                                   | Einwohner                                         |
| 1834 | 1834                                              |                                                   | 350                                               | 350                                               |
| 1840 | 1840                                              |                                                   | 369                                               | 369                                               |
| 1846 | 1846                                              |                                                   | 366                                               | 366                                               |
| 1852 | 1852                                              |                                                   | 346                                               | 346                                               |
| 1858 | 1858                                              |                                                   | 232                                               | 232                                               |
| 1864 | 1864                                              |                                                   | 285                                               | 285                                               |
| 1871 | 1871                                              |                                                   | 271                                               | 271                                               |
| 1875 | 1875                                              |                                                   | 255                                               | 255                                               |
| 1885 | 1885                                              |                                                   | 243                                               | 243                                               |
| 1895 | 1895                                              |                                                   | 216                                               | 216                                               |
| 1905 | 1905                                              |                                                   | 247                                               | 247                                               |
| 1910 | 1910                                              |                                                   | 201                                               | 201                                               |
| 1925 | 1925                                              |                                                   | 208                                               | 208                                               |
| 1939 | 1939                                              |                                                   | 217                                               | 217                                               |
| 1946 | 1946                                              |                                                   | 354                                               | 354                                               |
| 1950 | 1950                                              |                                                   | 355                                               | 355                                               |
| 1956 | 1956                                              |                                                   | 289                                               | 289                                               |
| 1961 | 1961                                              |                                                   | 280                                               | 280                                               |
| 1967 | 1967                                              |                                                   | 276                                               | 276                                               |
| 1970 | 1970                                              |                                                   | 288                                               | 288                                               |
| 1980 | 1980                                              |                                                   | ?                                                 | ?                                                 |
| 1990 | 1990                                              |                                                   | ?                                                 | ?                                                 |
| 2000 | 2000                                              |                                                   | ?                                                 | ?                                                 |
| 2011 | 2011                                              |                                                   | 213                                               | 213                                               |
| 2015 | 2015                                              |                                                   | 210                                               | 210                                               |
| 2022 | 2022                                              |                                                   | 228                                               | 228                                               |
| Datenquelle: Historisches Gemeindeverzeichnis für Hessen: Die Bevölkerung der Gemeinden 1834 bis 1967. Wiesbaden: Hessisches Statistisches Landesamt, 1968. Weitere Quellen: LAGIS; Stadt Witzenhausen; Zensus 2011 |                                                   |                                                   |                                                   |                                                   |

Historische Religionszugehörigkeit
| Quelle: Historisches Ortslexikon |                                                                    |
| • 1885:                          | 243 evangelische (= 100,00 %) Einwohner                            |
| • 1925:                          | 199 evangelische (= 95,67 %) Einwohner                             |
| • 1961:                          | 216 evangelische (= 77,14 %), 57 katholische (= 20,36 %) Einwohner |

## Politik
Für Blickershausen besteht ein Ortsbezirk (Gebiete der ehemaligen Gemeinde Blickershausen) mit Ortsbeirat und Ortsvorsteher nach der Hessischen Gemeindeordnung. Der Ortsbeirat besteht aus fünf Mitgliedern. Bei den Kommunalwahlen in Hessen 2021 betrug die Wahlbeteiligung zum Ortsbeirat 72,11 %. Alle Kandidaten gehörten der Liste „Bürger für Blickershausen“ an. Der Ortsbeirat wählte Florian Best zum Ortsvorsteher.

## Kultur und Sehenswürdigkeiten

### Dorfkirche
Ein ortsbildprägendes Gebäude ist die Evangelische Dorfkirche.

### Vereine
In Blickershausen gibt es viele Vereine, zum Beispiel: Freiwillige Feuerwehr Blickershausen e. V., Landfrauenverein e. V., Heimat und Kulturverein e. V., die Jugendgruppe Blickershausen, Schützenverein und weitere.

### Regelmäßige Veranstaltungen
Kirmes: Blickershausen ist das einzige Dorf in der Umgebung von Witzenhausen, das alljährlich (drittes Wochenende im Mai) eine Kirmes veranstaltet – seit mehr als 100 Jahren. Freitagabends findet ab 21 Uhr eine Zeltdisco und am Samstag Das Ständchen Spielen im ganzen Dorf statt. Am Samstagabend spielt ab 20 Uhr eine Kapelle. Am Sonntagvormittag endet die Kirmes mit dem Blickershäuser Frühschoppen, bei dem eine Blaskapelle spielt.
Oktoberfest: Seit einigen Jahren veranstaltet die Jugendgruppe Blickershausen im September und/oder Oktober ein Oktoberfest mit bayerischen Speisen und Getränken.
Kartoffel-/Dorffest: Alljährlich wird in Blickershausen ein Dorf- und Kartoffelfest vom Landfrauenverein veranstaltet.

## Verkehrsanbindung
Zu erreichen ist Blickershausen von der Anschlussstelle Hedemünden der Bundesautobahn 7 kommend über die von dort erreichbare Bundesstraße 80, die Hann. Münden im Westnordwesten mit Heiligenstadt im Osten verbindet und von der bei Gertenbach die Landesstraße 3238 nach Blickershausen führt.
In Gertenbach besteht Anschluss an die Eisenbahnstrecke Kassel–Göttingen. Durch Blickershausen verläuft der Fahrradweg von Hann. Münden nach Eschwege, der Teil des Werratalradwegs ist.